# ロベール・マレ＝ステヴァンス
ロベール・マレ＝ステヴァンス（仏: Robert Mallet-Stevens、1886年3月24日 - 1945年2月8日）は、フランスの建築家。1920年代から1930年代にかけて、主にフランスにおいてモダニズム作家として知られている。パリ生まれ。
建築家としてはル・コルビュジエと同世代で、1929年にはコルビュジエやシャルロット・ペリアン、ピエール・ジャンレ、ジャン・プルーヴェらとともに、現代芸術家協会UAMを設立。会長となる。当時のアール・ヌーヴォーに対する装飾批判に賛意を示し、金属フレームや鉄筋コンクリート造の近代的な建築を手がけているが、実作では伝統的な装飾も一部取り入れながら機能性を重視しているものが多いことから、彼のデザインはモデルヌ、と表された。
父親はモーリス・マレというパリやベルギーで著名なアートコレクターで、ロベールも若い頃から美術に接する生活を送っている。1905年から、エコール・スペシャル・ダルシテクチュール（École Spéciale d'Architecture）に学ぶ。1924年には同校の教授にも就任している。
建築以外にも映画のセットを手がける。1923年、前衛映画『イニューメン、非情の女』、1929年南仏イエールにあるノアイユ子爵夫妻別邸・ヴィラノアイユで撮影された『サイコロ城の秘密（Les Mystères du Château de Dé ）』の城の舞台美術を担当。
1925年に開催されたパリ万国博覧会「アールデコ博」では、『コンクリートの木』と名付けられたオブジェを配した小庭園をジョエル・マルテルらと出展。
1926年から、代表作のパリのマレ＝ステヴァンス通りの集合住宅6戸（Hotels particuliers de la rue Mallet-Stevens） を手がける。これはパリ16区のオートゥイユ地区に、友人の住宅と自身の事務所を設計したもの。ここはステヴァン自身が開発した私道で、建物は白く平滑な立方体を組合せて構成されている。
その他に椅子のデザインも手がけている。1932年に別荘のキッチンファニチュアとしてデザインしたスタッキングチェアCROIXや、1935年にパリで開催された「サロン・デザール・メナージュ」用に制作、代表作となるステヴァンス・チェアC（モデルC）などがある。CROIXは現在、ヴィトラ社のデザイン・ミュージアムのコレクションにも所蔵されている。
その他建築作品に、ポール・ポワレ別邸 （1925年）、スーラ通りの住宅群（1926年）、ライフェンベルク邸（1927年）、シャルル・ド・ノアイユ別邸 （1928年）、Villa Cavrois(1932年)などがある。

## ギャラリー

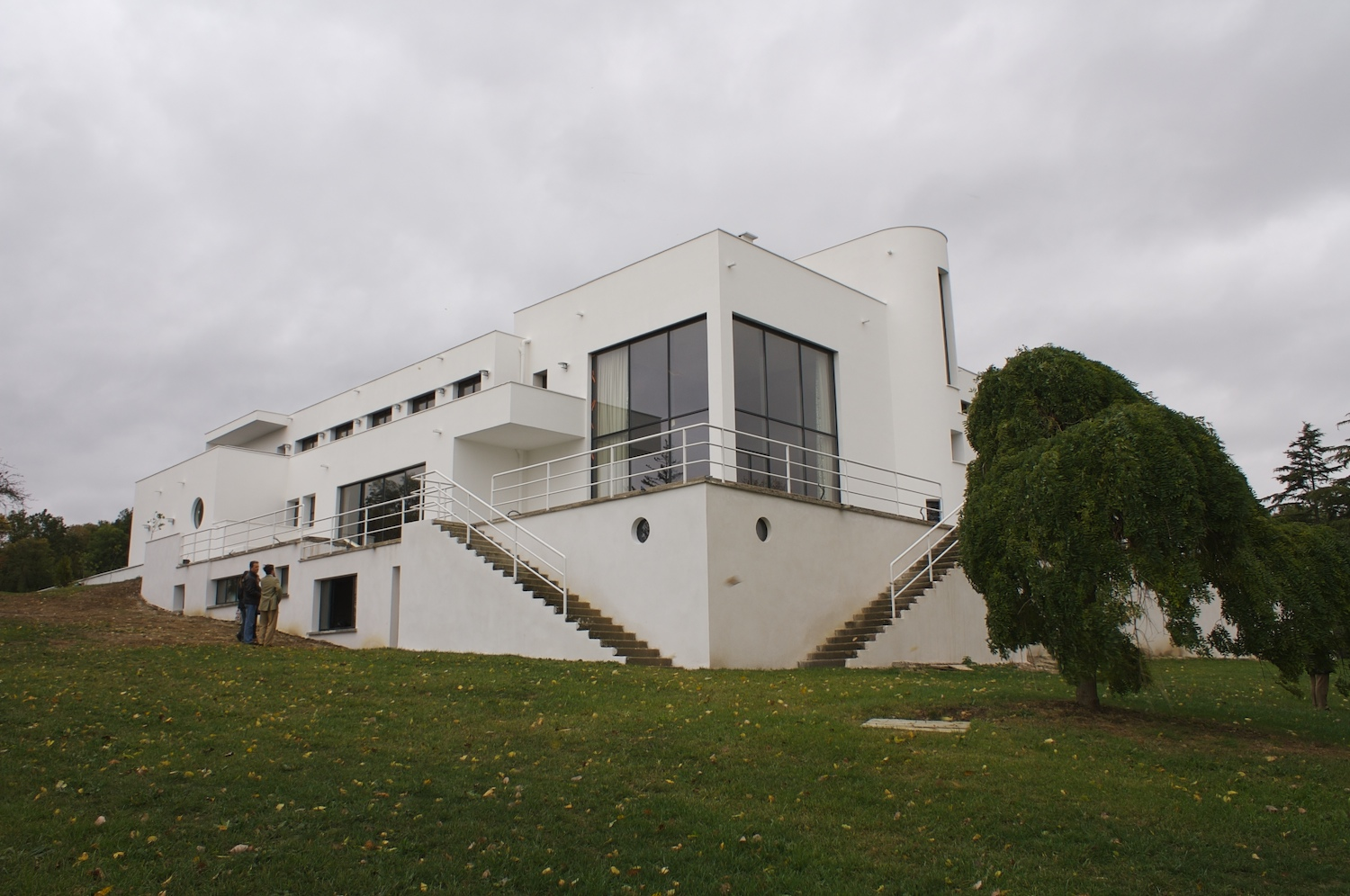
ポール・ポワレ別邸（英語版） （1921-23年）
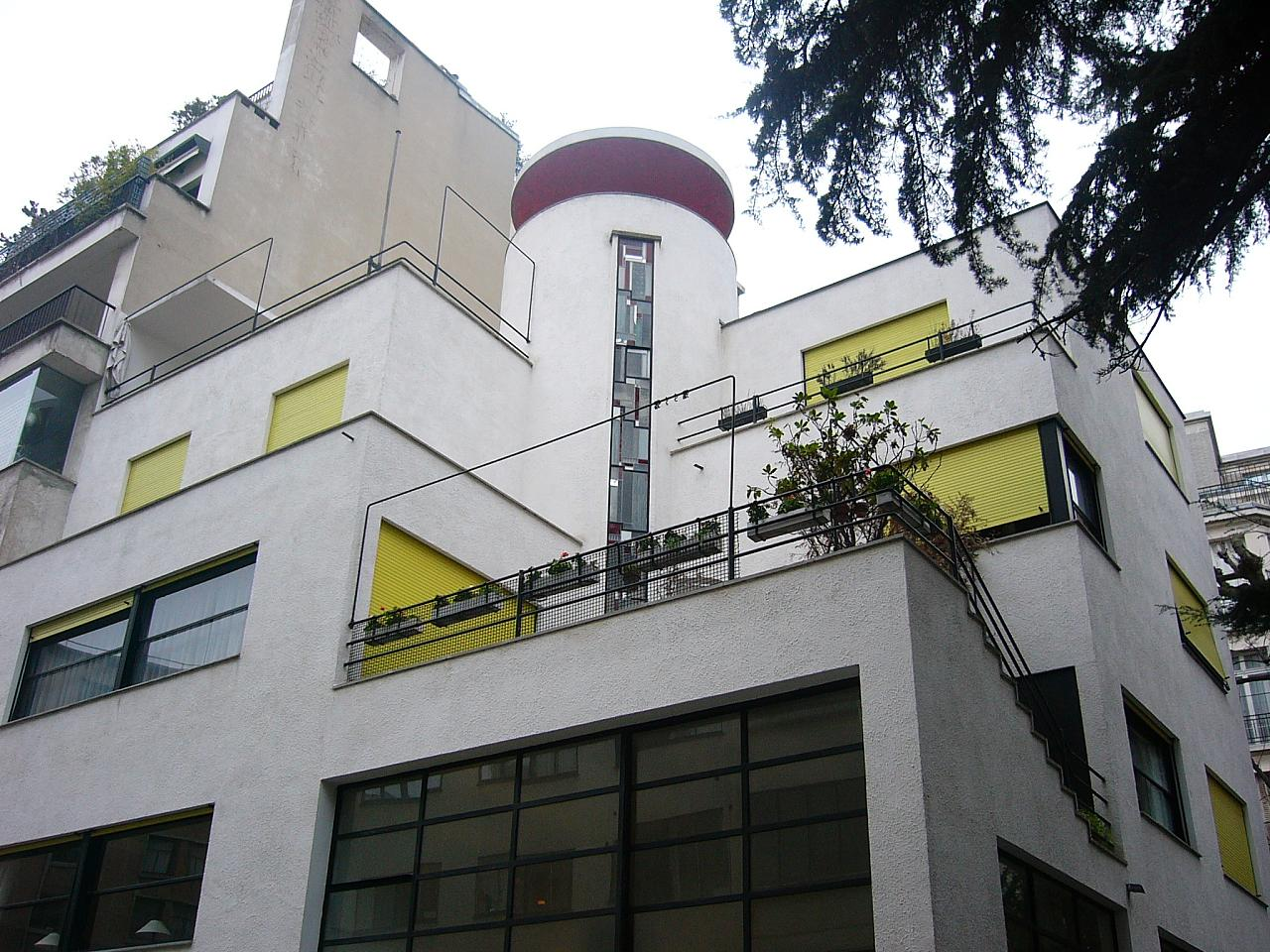
マレ＝ステヴァンス通り（フランス語版）の集合住宅 （1926-34年）